# 児玉家行
児玉 家行（こだま いえゆき、生没年不詳）は、平安時代末期の武蔵国児玉郡の武将。武蔵七党の一つにして、最大勢力を有する事となる武士団児玉党の本宗家3代目。武蔵権守を称した。

## 経歴
児玉武蔵権守家行は児玉党の本宗家2代目である（有道）児玉大夫弘行の嫡男として生まれ、児玉党本宗家3代目を継いだ武将である（児玉氏分家の子孫、児玉宗隆行の子息に同名の人物がいる為、混同に注意）。
元は有道家行を称していたが、武蔵権守解任後に児玉氏を名乗ったとされ（従って、当時は有道武蔵権守家行と称した）、真下を除く地域を領有し、児玉郡一帯を勢力下においた。また、複数ある系図の中には、武蔵権守以外にも、「河内権守、児玉」、「越生二郎、河内守」等とある（児玉町の地名に河内がある）。
家行の父である弘行は、11世紀末に起きた後三年の役に参戦したとされ、有大夫弘行の名で記述されている（有は有道氏の略、大夫は通称、正式には、有道遠峰大夫弘行）。この事からも家行は11世紀末から12世紀前半頃の人物と考えられる。弟に有道資行がいる。

## 子息の名字変更
子息は3人おり、嫡男である太夫家弘（児玉党本宗家4代目）は、その本拠地を北上して武蔵国の北部国境付近である児玉郡大寄郷若泉庄の栗崎村（現在の埼玉県本庄市栗崎の地）に土着し、庄氏を名乗り、館を構える（こうして児玉党の本拠地は栗崎館に移転し、「栗崎」は本宗家の領地となる）。家行は、次男である二郎家遠には「塩谷（金屋・飯倉・田端・児玉・八日市ほか）」の領地を与え、三男である三郎親家には「富田」の領地を与えた（それ以外の領地は全て嫡男である家弘に与えた）。児玉氏の分家である彼らに別々の領地を与えた事で、児玉郡内に塩谷氏と富田氏が生じる事となる。
結果的に、家行（児玉氏本宗家）の3人の子息がそれぞれ児玉郡の領地を分割領有した事で、庄氏、塩谷氏、富田氏が発生したのである（栗崎・富田は現在の本庄市、塩谷は現在の児玉町に位置する）。

## その他
- 資料によっては、家行から児玉郡に在住し、児玉党の祖になったとある。実質的な児玉党の基盤は、本宗家3代目から形成されたと見る考えもある。
- 児玉郡のほとんどの領域を自らの領地とした家行は、3人の子息に対して、栗崎、塩谷、富田の地を与えた。いずれも河内村（現児玉町河内）の北方に位置する村々であり、それまで拠点としていた地域（児玉郡の南部）より北部に勢力を広げていた事が分かる。子息を北部へ移住させる事により、勢力の基盤を安定させた。これが児玉党の一つの戦略だったと考えられる。

## 児玉家行 (惟親系児玉氏13代目)
児玉党祖である有道（遠峰）惟行（児玉惟行）の四男（末子）である児玉惟親の末裔。安芸児玉氏で、惟親から数えて13代目に当たる。父は児玉隆行。上記（本宗家3代目）と同名だが、児玉氏の分家中の分家であり、生きた時代も違う。